# Hasan Hilu
Hasan Hilu (hebräisch חסן חילו, arabisch حسن الحلو, DMG Ḥasan al-Ḥilū; * 25. November 1999 in Sachnin) ist ein israelischer Fußballspieler.

## Karriere

### Verein
Hasan Hilu erlernte das Fußballspielen in der Jugend vom FC Bnei Sachnin. Die erste Mannschaft spielte in der ersten Liga, der Ligat haʿAl. Als Jugendspieler bestritt er ein Ligaspiel für Bnei Sachnin. Am Ende der Saison 2018/19 musste der Klub als Tabellenletzter in die zweite Liga absteigen. Am 1. Juli 2019 unterschrieb er hier auch seinen ersten Vertrag. Am Ende der Spielzeit 2019/20 wurde er mit dem Verein Vizemeister und stieg somit wieder in die erste Liga auf. Die Saison 2021/22 wurde er an den Zweitligisten Maccabi Bnei Reina ausgeliehen. Mit dem Verein aus Reina feierte er die Meisterschaft sowie den Aufstieg in die erste Liga. Nach der Ausleihe kehrte er zu Bnei Sachnin zurück. Nach insgesamt 104 Ligaspielen für Sachnin wechselte er Juli 2024 nach Japan. Hier unterschrieb er in Iwata einen Vertrag beim Erstligisten Júbilo Iwata. Am Ende der Saison 2024 musste er mit dem Verein den Weg in die zweite Liga antreten.

### Nationalmannschaft
Hasan Hilu spielte 2016 zweimal in der israelischen U18-Nationalmannschaft.

## Erfolge
Maccabi Bnei Reina
- Israelischer Zweitligameister: 2021/22

FC Bnei Sachnin
- Israelischer Zweitligavizemeister: 2019/20